# Benjamin Hecht
Benjamin Menge Tiku Hecht (født 28. oktober 1978) er en tidligere dansk atlet (sprint) med camerounske rødder.
Hecht var på landsholdet på 100 meter, 200 meter og 4 × 100 meter i Europacuperne 1997–1999. I slutningen af 1990'erne vandt han flere medaljer ved de danske mesterskaber, og han satte dansk rekord indendørs på både 60 meter og 200 meter samme dag, ved de danske mesterskaber i Malmø 1999. 60 meter rekorden er stadig (maj 2009) gældende dansk rekord.
Hecht var under sin elitekarriere medlem i Østerbroklubberne Københavns Idræts Forening og Sparta Atletik.
Hecht var i 2000'erne statist i flere opsætninger på Det Kongelige Teater.
Hecht blev 24. juni 2011 idømt tidsubestemt psykiatrisk behandling efter en brutal voldtægt 2010 på en 27-årig kvinde, men frikendt for drabsforsøg.

## Internationale ungdomsmesterskaber

### JEM 1997
- 100 meter nummer 14 10,88
- 200 meter nummer 4 21,27w

## Danske mesterskaber
- Guld 1999 60 meter inde 6,65
- Guld 1999 200 meter inde 21,28
- Guld 1998 100 meter 10,89
- Sølv 1998 200 meter 21,67
- Sølv 1998 4x100 meter 41,93
- Guld 1997 100 meter 10,74
- Sølv 1997 200 meter 21,53
- Guld 1997 4x100 meter 41,47
- Bronze 1996 100 meter 11,13

## Danske rekorder

### Seniorrekorder indendørs
- 60 meter inde 6,65 Malmø 20. februar 1999
- 200 meter inde 21,28 Malmø 20. februar 1999

### U23-rekorder
- 100 meter 10,45 23. maj 1998
- 4 x 100 meter klubhold 41,92 30. august 1997

### Juniorrekorder
- 100 meter 10,57 16. august 1997
- 4 x 100 meter klubhold 41,92 30. august 1997